# China nos Jogos Olímpicos de Inverno de 2006
A China mandou 73 competidores para os Jogos Olímpicos de Inverno de 2006, em Turim, na Itália. A delegação conquistou onze medalhas no total, sendo duas de ouro, quatro de prata e cinco de bronze.
A patinadora Wang Meng foi atleta chinesa com mais medalhas nesta edição com três no total, sendo uma de ouro, uma de prata e uma de bronze. A patinação de velocidade em pista curta foi o esporte que deu mais medalhas, cinco no total, sendo uma de ouro, uma de prata e três de bronze. A delegação também conquistou medalhas na patinação artística, no esqui estilo livre e na patinação de velocidade.

## Medalhas
| Atleta               | Esporte                                | Evento            | Medalha |
| -------------------- | -------------------------------------- | ----------------- | ------- |
| Han Xiaopeng         | Esqui estilo livre                     | Aerials masculino | Ouro    |
| Wang Meng            | Patinação de velocidade em pista curta | 500 m feminino    | Ouro    |
| Zhang Dan Zhang Hao  | Patinação artística                    | Duplas            | Prata   |
| Li Nina              | Esqui estilo livre                     | Aerials feminino  | Prata   |
| Wang Meng            | Patinação de velocidade em pista curta | 1000 m feminino   | Prata   |
| Wang Manli           | Patinação de velocidade                | 500 m feminino    | Prata   |
| Shen Xue Zhao Hongbo | Patinação artística                    | Duplas            | Bronze  |
| Li Jiajun            | Patinação de velocidade em pista curta | 1500 m masculino  | Bronze  |
| Wang Meng            | Patinação de velocidade em pista curta | 1500 m feminino   | Bronze  |
| Yang Yang (A)        | Patinação de velocidade em pista curta | 1000 m feminino   | Bronze  |
| Ren Hui              | Patinação de velocidade                | 500 m feminino    | Bronze  |

## Desempenho

### Biatlo
| Atleta                                       | Evento                    | Final     | Final | Final |
| Atleta                                       | Evento                    | Tempo     | Pen.  | Pos.  |
| -------------------------------------------- | ------------------------- | --------- | ----- | ----- |
| Hou Yuxia                                    | Velocidade feminino       | 25:25.8   | 5     | 54    |
| Hou Yuxia                                    | Perseguição feminino      | DNS       | DNS   | DNS   |
| Hou Yuxia                                    | Largada coletiva feminina | 45:40.1   | 10    | 28    |
| Hou Yuxia                                    | Individual feminino       | 58:35.7   | 9     | 58    |
| Kong Yingchao                                | Velocidade feminino       | 24:07.0   | 1     | 24    |
| Kong Yingchao                                | Perseguição feminino      | 40:41.99  | 4     | 17    |
| Kong Yingchao                                | Largada coletiva feminina | 44:45.0   | 3     | 23    |
| Kong Yingchao                                | Individual feminino       | 54:03.5   | 3     | 25    |
| Liu Xianying                                 | Velocidade feminino       | 23:17.5   | 1     | 11    |
| Liu Xianying                                 | Perseguição feminino      | 39:25.35  | 4     | 9     |
| Liu Xianying                                 | Largada coletiva feminina | 41:57.2   | 2     | 7     |
| Liu Xianying                                 | Individual feminino       | 53:55.6   | 5     | 23    |
| Sun Ribo                                     | Velocidade feminino       | 23:57.6   | 2     | 21    |
| Sun Ribo                                     | Perseguição feminino      | 41:28.80  | 9     | 22    |
| Sun Ribo                                     | Largada coletiva feminina | 44:29.3   | 7     | 22    |
| Yin Qiao                                     | Individual feminino       | 55:06.2   | 4     | 31    |
| Zhang Chengye                                | Velocidade masculino      | 27:50.9   | 3     | 17    |
| Zhang Chengye                                | Perseguição masculino     | 39:04.77  | 10    | 34    |
| Zhang Chengye                                | Individual masculino      | 1:00:49.1 | 7     | 50    |
| Kong Yingchao Sun Ribo Liu Xianying Yin Qiao | Revezamento feminino      | 55:06.2   | 4     | 31    |

### Esqui alpino
| Atletas     | Evento                   | Final      | Final      | Final      | Final   | Final |
| Atletas     | Evento                   | 1ª Corrida | 2ª Corrida | 3ª Corrida | Total   | Pos.  |
| ----------- | ------------------------ | ---------- | ---------- | ---------- | ------- | ----- |
| Dong Jinzhi | Slalom gigante feminino  | 1:11.61    | 1:24.11    |            | 2:35.72 | 38    |
| Dong Jinzhi | Slalom feminino          | 55.40      | 58.66      |            | 1:54.06 | 50    |
| Li Guangxu  | Slalom gigante masculino | 1:32.63    | 1:35.44    |            | 3:08.07 | 40    |
| Li Guangxu  | Slalom masculino         | 1:08.84    | DNF        | DNF        | DNF     | DNF   |

### Esqui cross-country
| Atleta                                      | Evento                           | Preliminares | Preliminares | Quartas     | Quartas     | Semifinal   | Semifinal   | Final       | Final       |
| Atleta                                      | Evento                           | Total        | Pos.         | Total       | Pos.        | Total       | Pos.        | Total       | Pos.        |
| ------------------------------------------- | -------------------------------- | ------------ | ------------ | ----------- | ----------- | ----------- | ----------- | ----------- | ----------- |
| Chen Haibin                                 | Velocidade individual masculino  | 2:32.01      | 70           | Não avançou | Não avançou | Não avançou | Não avançou | Não avançou | 70          |
| Han Dawei                                   | Perseguição combinada masculina  |              |              |             |             |             |             | DNF         | DNF         |
| Huo Li                                      | Clássico feminino                |              |              |             |             |             |             | 31:58.7     | 55          |
| Huo Li                                      | Largada coletiva feminina        |              |              |             |             |             |             | 1:32:28.8   | 46          |
| Jia Yuping                                  | Velocidade individual feminino   | 2:30.03      | 61           | Não avançou | Não avançou | Não avançou | Não avançou | Não avançou | 61          |
| Jiang Chunli                                | Clássico feminino                |              |              |             |             |             |             | 32:22.1     | 58          |
| Li Geilang                                  | Clássico masculino               |              |              |             |             |             |             | 43:14.7     | 62          |
| Li Geilang                                  | Largada coletiva masculina       |              |              |             |             |             |             | 2:10:36.9   | 48          |
| Li Hongxue                                  | Clássico feminino                |              |              |             |             |             |             | 30:33.9     | 36          |
| Li Hongxue                                  | Perseguição combinada feminina   |              |              |             |             |             |             | 45:56.4     | 27          |
| Li Hongxue                                  | Largada coletiva feminina        |              |              |             |             |             |             | 1:28:49.8   | 33          |
| Li Zhiguang                                 | Perseguição combinada masculina  |              |              |             |             |             |             | DNF         | DNF         |
| Liu Liming                                  | Velocidade individual feminino   | 2:35.76      | 65           | Não avançou | Não avançou | Não avançou | Não avançou | Não avançou | 65          |
| Liu Yuanyuan                                | Perseguição combinada feminina   |              |              |             |             |             |             | 46:18.5     | 32          |
| Liu Yuanyuan                                | Largada coletiva feminina        |              |              |             |             |             |             | 1:32:00.9   | 45          |
| Man Dandan                                  | Largada coletiva feminina        |              |              |             |             |             |             | DNF         | DNF         |
| Man Dandan                                  | Velocidade individual feminino   | 2:25.16      | 56           | Não avançou | Não avançou | Não avançou | Não avançou | Não avançou | 56          |
| Ren Long                                    | Perseguição combinada masculina  |              |              |             |             |             |             | 1:26:26.4   | 62          |
| Ren Long                                    | Largada coletiva masculina       |              |              |             |             |             |             | 2:16:15.0   | 63          |
| Song Bo                                     | Velocidade individual feminino   | 2:27.07      | 57           | Não avançou | Não avançou | Não avançou | Não avançou | Não avançou | 57          |
| Tian Ye                                     | Clássico masculino               |              |              |             |             |             |             | 43:32.2     | 64          |
| Tian Ye                                     | Velocidade individual masculino  | 2:25.85      | 53           | Não avançou | Não avançou | Não avançou | Não avançou | Não avançou | 53          |
| Wang Chunli                                 | Clássico feminino                |              |              |             |             |             |             | 29:34.6     | 18          |
| Wang Chunli                                 | Perseguição combinada feminina   |              |              |             |             |             |             | 45:09.6     | 21          |
| Wang Songtao                                | Clássico masculino               |              |              |             |             |             |             | 44:12.2     | 70          |
| Xia Wan                                     | Clássico masculino               |              |              |             |             |             |             | 41:48.0     | 49          |
| Xia Wan                                     | Perseguição combinada masculina  |              |              |             |             |             |             | 1:22:31.7   | 51          |
| Xia Wan                                     | Largada coletiva masculina       |              |              |             |             |             |             | DNF         | DNF         |
| Xu Yinghui                                  | Perseguição combinada feminina   |              |              |             |             |             |             | 49:47.3     | 58          |
| Zhang Chengye                               | Velocidade individual masculino  | 2:24.18      | 48           | Não avançou | Não avançou | Não avançou | Não avançou | Não avançou | 48          |
| Zheng Qing                                  | Largada coletiva masculina       |              |              |             |             |             |             | 2:12:13.0   | 53          |
| Zheng Qing                                  | Velocidade individual masculino  | 2:27.90      | 58           | Não avançou | Não avançou | Não avançou | Não avançou | Não avançou | 58          |
| Li Geilang Tian Ye                          | Velocidade por equipes masculino |              |              |             |             | 18:57.4     | 10          | Não avançou | Não avançou |
| Jiang Chunli Wang Chunli                    | Velocidade por equipes feminino  |              |              |             |             | 18:18.4     | 7           | Não avançou | Não avançou |
| Xia Wan Li Geilang Zhang Chengye Zheng Qing | Revezamento masculino            |              |              |             |             |             |             | 1:50:40.5   | 15          |
| Wang Chunli Li Hongxue Liu Yuanyuan Song Bo | Revezamento feminino             |              |              |             |             |             |             | 58:42.5     | 16          |

### Esqui estilo livre
| Atleta        | Evento            | Preliminar | Preliminar | Final       | Final            |
| Atleta        | Evento            | Pontos     | Pos.       | Pontos      | Pos.             |
| ------------- | ----------------- | ---------- | ---------- | ----------- | ---------------- |
| Guo Xinxin    | Aerials feminino  | 204.87     | 2 Q        | 174.85      | 6                |
| Han Xiaopeng  | Aerials masculino | 250.45     | 1 Q        | 250.77      | Medalha de ouro  |
| Li Nina       | Aerials feminino  | 188.93     | 3 Q        | 197.39      | Medalha de prata |
| Liu Zhongqing | Aerials masculino | 201.26     | 18         | Não avançou | 18               |
| Ou Xiaotao    | Aerials masculino | 180.31     | 23         | Não avançou | 23               |
| Qiu Sen       | Aerials masculino | 236.50     | 6 Q        | 186.56      | 11               |
| Wang Jiao     | Aerials feminino  | 160.22     | 12 Q       | 132.53      | 11               |
| Xu Nannan     | Aerials feminino  | 172.01     | 7 Q        | 191.23      | 4                |

### Patinação artística
| Atleta                | Evento               | Programa curto | Programa curto | Programa longo | Programa longo | Total  | Total             |
| Atleta                | Evento               | Pontos         | Pos.           | Pontos         | Pos.           | Pontos | Pos.              |
| --------------------- | -------------------- | -------------- | -------------- | -------------- | -------------- | ------ | ----------------- |
| Li Chengjiang         | Individual masculino | 60.23          | 21 Q           | 121.98         | 13             | 182.21 | 16                |
| Liu Yan               | Individual feminino  | 49.84          | 15 Q           | 95.46          | 11             | 145.30 | 11                |
| Zhang Min             | Individual masculino | 67.39          | 11 Q           | 128.88         | 11             | 196.27 | 10                |
| Pang Qing Tong Jian   | Duplas               | 63.19          | 4              | 123.48         | 4              | 186.67 | 4                 |
| Shen Xue Zhang Hongbo | Duplas               | 62.32          | 5              | 124.59         | 3              | 186.91 | Medalha de bronze |
| Zhang Dan Zhang Hao   | Duplas               | 64.72          | 2              | 125.01         | 2              | 189.73 | Medalha de prata  |

### Patinação de velocidade
Individual
| Atleta        | Evento           | 1ª corrida | 1ª corrida | 2ª corrida | 2ª corrida | Final   | Final             |
| Atleta        | Evento           | Tempo      | Pos.       | Tempo      | Pos.       | Tempo   | Pos.              |
| ------------- | ---------------- | ---------- | ---------- | ---------- | ---------- | ------- | ----------------- |
| An Weijiang   | 500 m masculino  | 35.89      | 21         | 35.67      | 15         | 1:11.56 | 19                |
| An Weijiang   | 1000 m masculino |            |            |            |            | 1:11.80 | 33                |
| Gao Xuefeng   | 1500 m masculino |            |            |            |            | 1:49.91 | 30                |
| Gao Xuefeng   | 5000 m masculino |            |            |            |            | 6:44.78 | 25                |
| Ji Jia        | 1500 m feminino  |            |            |            |            | 2:01.85 | 22                |
| Ji Jia        | 3000 m feminino  |            |            |            |            | 4:21.06 | 25                |
| Li Changyu    | 1500 m masculino |            |            |            |            | 1:53.32 | 40                |
| Li Yu         | 500 m masculino  | 36.57      | 34         | 36.56      | 34         | 1:13.13 | 33                |
| Lu Zhuo       | 500 m masculino  | 36.39      | 30         | 35.96      | 27         | 1:12.35 | 28                |
| Lu Zhuo       | 1000 m masculino |            |            |            |            | 1:12.69 | 38                |
| Ren Hui       | 500 m feminino   | 38.60      | 4          | 38.27      | 1          | 1:16.87 | Medalha de bronze |
| Ren Hui       | 1000 m feminino  |            |            |            |            | DNF     | DNF               |
| Wang Beixing  | 500 m feminino   | 38.71      | 8          | 38.56      | 7          | 1:17.27 | 7                 |
| Wang Beixing  | 1000 m feminino  |            |            |            |            | 1:19.03 | 29                |
| Wang Fei      | 1500 m feminino  |            |            |            |            | 2:00.13 | 12                |
| Wang Fei      | 3000 m feminino  |            |            |            |            | 4:10.55 | 12                |
| Wang Fei      | 5000 m feminino  |            |            |            |            | 7:22.90 | 15                |
| Wang Manli    | 500 m feminino   | 38.31      | 2          | 38.47      | 5          | 1:16.78 | Medalha de prata  |
| Wang Manli    | 1000 m feminino  |            |            |            |            | 1:17.90 | 20                |
| Xing Aihua    | 500 m feminino   | 39.20      | 13         | 39.15      | 13         | 1:18.35 | 13                |
| Yu Fengtong   | 500 m masculino  | 35.39      | 6          | 35.29      | 6          | 1:10.68 | 5                 |
| Yu Fengtong   | 1000 m masculino |            |            |            |            | 1:11.90 | 34                |
| Zhang Shuang  | 1000 m feminino  |            |            |            |            | 1:19.91 | 31                |
| Zhang Shuang  | 1500 m feminino  |            |            |            |            | 2:05.75 | 34                |
| Zhang Zhongqi | 1000 m masculino |            |            |            |            | 1:12.29 | 35                |

Perseguição por equipes
| Atleta                        | Evento                           | Preliminar | Preliminar | Quartas                  | Semifinal        | Final                                    | Final |
| Atleta                        | Evento                           | Tempo      | Pos.       | Adversário Tempo         | Adversário Tempo | Adversário Tempo                         | Pos.  |
| ----------------------------- | -------------------------------- | ---------- | ---------- | ------------------------ | ---------------- | ---------------------------------------- | ----- |
| Ji Jia Wang Fei Zhang Xiaolei | Perseguição por equipes feminino | 3:18.24    | 8          | RUS Rússia (1) D 3:08.29 | Não avançou      | Disputa de 7-8 NOR Noruega (2) D 3:06.91 | 8     |

### Patinação de velocidade em pista curta
| Atleta                                          | Evento                       | Preliminar  | Preliminar | Quartas     | Quartas     | Semifinal   | Semifinal   | Final            | Final             |
| Atleta                                          | Evento                       | Tempo       | Pos.       | Tempo       | Pos.        | Tempo       | Pos.        | Tempo            | Pos.              |
| ----------------------------------------------- | ---------------------------- | ----------- | ---------- | ----------- | ----------- | ----------- | ----------- | ---------------- | ----------------- |
| Cheng Xiaolei                                   | 1500 m feminino              | 2:50.017    | 5          | Não avançou | Não avançou | Não avançou | Não avançou | Não avançou      | 27                |
| Fu Tianyu                                       | 500 m feminino               | 45.636      | 1 Q        | 44.760      | 1 Q         | 45.130      | 1 Q         | DSQ              | DSQ               |
| Li Haonan                                       | 500 m masculino              | 42.703      | 2 Q        | DSQ         | DSQ         | DSQ         | DSQ         | DSQ              | DSQ               |
| Li Jiajun                                       | 500 m masculino              | 42.703      | 2 Q        | DSQ         | DSQ         | DSQ         | DSQ         | DSQ              | DSQ               |
| Li Jiajun                                       | 1000 m masculino             | 42.914      | 1 Q        | 43.105      | 1 Q         | DSQ         | DSQ         | DSQ              | DSQ               |
| Li Jiajun                                       | 1500 m masculino             | 2:19.631    | 2 Q        |             |             | 2:17.836    | 2 Q         | 2:26.005         | Medalha de bronze |
| Li Ye                                           | 1000 m masculino             | 1:27.048 OR | 1 Q        | 1:27.078    | 2 Q         | 1:47.965    | 3 Adv       | 1:29.918         | 5                 |
| Li Ye                                           | 1500 m masculino             | 2:27.622    | 1 Q        |             |             | 2:19.386    | 1 Q         | DSQ              | DSQ               |
| Wang Meng                                       | 500 m feminino               | 45.011      | 1 Q        | 45.257      | 1 Q         | 44.650      | 1 Q         | 44.345           | Medalha de ouro   |
| Wang Meng                                       | 1000 m feminino              | 1:37.161    | 1 Q        | 1:33.453    | 2 Q         | 1:31.783    | 1 Q         | 1:33.079         | Medalha de prata  |
| Wang Meng                                       | 1500 m feminino              | 2:41.384    | 1 Q        |             |             | 2:27.095    | 2 Q         | 2:24.469         | Medalha de bronze |
| Yang Yang (A)                                   | 1000 m feminino              | 1:34.878    | 1 Q        | 1:59.338    | 4 ADV       | 1:33.080    | 2 Q         | 1:33.937         | Medalha de bronze |
| Yang Yang (A)                                   | 1500 m feminino              | 2:37.754    | 1 Q        |             |             | 2:23.048    | 3           | Final B 2:32.097 | 11                |
| Li Haonan Li Jiajun Li Ye Sui Baoku             | Revezamento 5000 m masculino |             |            |             |             | 6:55.476    | 2 Q         | 6:53.989         | 5                 |
| Cheng Xiaolei Fu Tianyu Wang Meng Yang Yang (A) | Revezamento 3000 m feminino  |             |            |             |             | 4:16.739    | 1 Q         | DSQ              | DSQ               |

### Salto de esqui
| Atleta                                        | Evento                  | Preliminar | Preliminar | 1ª rodada   | 1ª rodada   | Final       | Final       | Final |
| Atleta                                        | Evento                  | Pontos     | Pos.       | Pontos      | Pos.        | Pontos      | Total       | Pos.  |
| --------------------------------------------- | ----------------------- | ---------- | ---------- | ----------- | ----------- | ----------- | ----------- | ----- |
| Li Yang                                       | Pista normal individual | 109.0      | 26 Q       | 102.5       | 44          | Não avançou | Não avançou | 44    |
| Li Yang                                       | Pista longa individual  | 64.8       | 40         | Não avançou | Não avançou | Não avançou | Não avançou | 40    |
| Zhandong Tian                                 | Pista normal individual | 102.0      | 39         | Não avançou | Não avançou | Não avançou | Não avançou | 39    |
| Zhandong Tian                                 | Pista longa individual  | 67.4       | 38         | Não avançou | Não avançou | Não avançou | Não avançou | 38    |
| Li Yang Zhandong Tian Wang Jianxun Yang Guang | Pista longa por equipes | 206.1      | 16         | Não avançou | Não avançou | Não avançou | Não avançou | 16    |

### Snowboard
Halfpipe
| Atleta      | Evento            | Preliminar | Preliminar | Preliminar | Preliminar | Final       | Final       | Final |
| Atleta      | Evento            | Pontos     | Pos.       | Pontos     | Pos.       | 1ª corrida  | 2ª corrida  | Pos.  |
| ----------- | ----------------- | ---------- | ---------- | ---------- | ---------- | ----------- | ----------- | ----- |
| Pan Lei     | Halfpipe feminino | 15.6       | 25         | 16.0       | 28         | Não avançou | Não avançou | 34    |
| Sun Zhifang | Halfpipe feminino | 11.3       | 28         | 10.2       | 25         | Não avançou | Não avançou | 31    |

Legenda
| Recorde mundial      | Recorde mundial (World record)               |                       | Recorde africano                      | Recorde africano (African) |                                           | Q | Classificado por posição (Qualified) |
| Recorde olímpico     | Recorde olímpico (Olympic record)            | Recorde da América    | Recorde da América (Americas)         | q                          | Classificado por melhor tempo (Qualified) |   |                                      |
| Melhor marca do ano  | Melhor marca do ano (World leading)          | Recorde asiático      | Recorde asiático (Asian)              | DNS                        | Não largou (Did not start)                |   |                                      |
| Recorde nacional     | Recorde nacional (National record)           | Recorde europeu       | Recorde europeu (European)            | DNF                        | Não terminou (Did not finish)             |   |                                      |
| Recorde pessoal      | Recorde pessoal do atleta (Personal best)    | Recorde da Oceania    | Recorde da Oceania (Oceania)          | DSQ / DQ                   | Desclassificado (Disqualified)            |   |                                      |
| Recorde da temporada | Recorde da temporada do atleta (Season best) | Recorde sul-americano | Recorde sul-americano (South America) | NM                         | Sem marca (No mark)                       |   |                                      |